# Division I i bandy för damer 1985/1986
Division I i bandy för damer 1985/1986 var Sveriges högsta division] i bandy för damer säsongen 1985/1986,  Säsongen avslutades med att södergruppsvinnaren IF Boltic blev svenska mästarinnor efter seger med 5-2 mot södergruppstvåan Stångebro BK i finalmatchen på Söderstadion i Stockholm den 14 mars 1986.

## Upplägg
Lagen var indelade i två geografiskt indelade grupper, där de två bästa lagen i varje grupp gick vidare till slutspel om svenska mästerskapet. 

## Förlopp
Skytteligan vanns av Lena Krameus, Stångebro BK med 31 fullträffar..

## Seriespelet

### Division I norra
| Nr | Lag            | S  | V | O | F | +/-     | P  |
| -- | -------------- | -- | - | - | - | ------- | -- |
| 1  | Sandvikens AIK | 10 | 9 | 0 | 1 | 46 - 12 | 18 |
| 2  | Härnösands AIK | 10 | 7 | 0 | 3 | 44 - 18 | 14 |
| 3  | Uppsala BoIS   | 10 | 4 | 3 | 3 | 26 - 23 | 11 |
| 4  | Brobergs IF    | 10 | 3 | 2 | 5 | 22 - 28 | 8  |
| 5  | Edsbyns IF     | 10 | 3 | 1 | 6 | 27 - 44 | 7  |
| 6  | Ljusdals BK    | 10 | 0 | 2 | 8 | 6 - 46  | 2  |

### Division I södra
| Nr | Lag               | S  | V | O | F | +/-     | P  |
| -- | ----------------- | -- | - | - | - | ------- | -- |
| 1  | IF Boltic         | 10 | 8 | 1 | 0 | 68 - 13 | 19 |
| 2  | Stångebro BK      | 10 | 7 | 0 | 3 | 71 - 31 | 14 |
| 3  | Västanfors IF     | 10 | 4 | 1 | 5 | 37 - 44 | 9  |
| 4  | AIK               | 10 | 3 | 2 | 5 | 22 - 41 | 8  |
| 5  | IK Göta           | 10 | 2 | 3 | 5 | 28 - 48 | 7  |
| 6  | Västerstrands AIK | 10 | 1 | 1 | 8 | 21 - 70 | 3  |

## Final
- 14 mars 1986: IF Boltic-Stångebro BK 5-2 (Söderstadion, Stockholm)